# Referéndum de la ley orgánica española de 1966 en el Sáhara Español
Un referéndum sobre la nueva constitución o ley orgánica de España se llevó a cabo en el Sáhara Español el 14 de diciembre de 1966 como parte del referéndum español más amplio. La Ley Orgánica del Estado fue aprobada por el 94,6 % de los votantes en el Sahara español y el 98,1 % de los votantes en general.